# Karimi
Karimi fou el nom donat a un tipus de mercader musulmà que van existir sota els aiúbides i els mamelucs d'Egipte, que a partir dels centres principals d'aquestes dinasties es dedicava al comerç de les espècies a la mar Roja i l'oceà Índic. El nom karim designava també una flota mercant.
Els karimis van tenir el suport de Saladí, provocant el declivi dels genizah i es van establir a Aden el 1181 que fou la seva principal base, i que el 1182 els van disputar els croats (Renaud de Châtillon de la senyoria de Transjordània o Kerak). Un barri del Caire, Funduk al-Karim, fou construït el 1184 per a aquestos comerciants.
El monopoli del pebre decretat pel sultà Barsbay el 1429 i altres limitacions i la crisi econòmica general iniciada a començaments del segle, i altres factors (la competència dels abissinis i el control egipci de Masawa i Suakin) van contribuir a la seva pèrdua d'influència i capacitat; el 1455 van deixar d'anar al mercat del Caire i després del 1484 ja no tornen a ser esmentats.
Als segles XIV i XV alguns karimis van comprar feus als mamelucs i van orientar el seu futur en la tinença de terres.